# Segunda División A 1992/93
De Segunda División A 1992/93 was het 62ste seizoen van het tweede niveau van het Spaans voetbalkampioenschap.   Het ging van start op 5 september 1992 en eindigde op 20 juni 1993.

## Eindklassement
|     | Club                   | WG | W  | G  | V  | DV | DT | P  |                                                     |
| --- | ---------------------- | -- | -- | -- | -- | -- | -- | -- | --------------------------------------------------- |
| 1º  | UE Lleida              | 38 | 23 | 11 | 4  | 56 | 20 | 57 | Promotie naar de Primera División                   |
| 2ª  | Real Valladolid        | 38 | 20 | 12 | 6  | 50 | 30 | 52 | Promotie naar de Primera División                   |
| 3º  | Racing Santander       | 38 | 23 | 6  | 9  | 56 | 38 | 52 | Eindronde, met promotie naar de Primera División    |
| 4º  | RCD Mallorca           | 38 | 21 | 8  | 9  | 57 | 34 | 50 | Eindronde, zonder promotie naar de Primera División |
| 5º  | Real Betis             | 38 | 16 | 11 | 11 | 49 | 33 | 43 |                                                     |
| 6º  | Real Madrid Castilla   | 38 | 15 | 12 | 11 | 57 | 41 | 42 |                                                     |
| 7º  | Club Atlético Marbella | 38 | 17 | 8  | 13 | 45 | 41 | 42 |                                                     |
| 8º  | FC Barcelona Atlètic   | 38 | 15 | 9  | 14 | 59 | 55 | 39 |                                                     |
| 9º  | CP Mérida              | 38 | 13 | 10 | 15 | 40 | 45 | 36 |                                                     |
| 10º | CD Castellón           | 38 | 13 | 10 | 15 | 40 | 45 | 36 |                                                     |
| 11º | CD Badajoz             | 38 | 14 | 8  | 16 | 37 | 36 | 36 |                                                     |
| 12º | SD Compostela          | 38 | 10 | 15 | 13 | 35 | 39 | 35 |                                                     |
| 13º | Villarreal CF          | 38 | 13 | 8  | 17 | 33 | 50 | 34 |                                                     |
| 14º | Palamós CF             | 38 | 12 | 9  | 17 | 33 | 50 | 33 |                                                     |
| 15º | Bilbao Athletic        | 38 | 9  | 15 | 14 | 33 | 34 | 33 |                                                     |
| 16º | SD Eibar               | 38 | 10 | 12 | 16 | 33 | 44 | 32 |                                                     |
| 17º | UE Figueres            | 38 | 11 | 10 | 17 | 41 | 59 | 32 | Degradatie naar de Segunda División B               |
| 18º | CD Lugo                | 38 | 7  | 11 | 20 | 23 | 41 | 25 | Degradatie naar de Segunda División B               |
| 19º | Sestao Sport Club      | 38 | 7  | 10 | 21 | 29 | 54 | 24 | Degradatie naar de Segunda División B               |
| 20º | CE Sabadell            | 38 | 8  | 8  | 22 | 30 | 57 | 24 | Degradatie naar de Segunda División B               |

## Play-offs
De uitkomst van de play-offs kon maximaal leiden tot twee extra stijgers naar het hoogste niveau van het Spaans voetbal.  In een eerste duel nam de achttiende uit de hoogste reeks het op tegen de derde uit de tweede reeks en in een tweede duel nam de zeventiende uit de hoogste reeks het op tegen de vierde uit de tweede reeks. Een duel bestond uit één ronde met heen- en terugwedstrijd.

### Heenwedstrijden
- RCD Espanyol - Racing Santander 0-1
- RCD Mallorca - Albacete Balompié 1-3

### Terugwedstrijden
- Racing Santander - RCD Espanyol 0-0
- Albacete Balompié - RCD Mallorca 1-2

## Topscorers
19 goals
- Daniel Aquino (CP Mérida)

16 goals
- Rafael Pozo Reinoso "Rafa Pozo" (CD Badajoz)

15 goals
- José Gálvez Estévez "Pepe Gálvez" (RCD Mallorca)

1929 · 1929/30 · 1930/31 · 1931/32 · 1932/33 · 1933/34 · 1934/35 · 1935/36 · 1936/37 · 1937/38 · 1938/39 · 1939/40 · 1940/41 · 1941/42 · 1942/43 · 1943/44 · 1944/45 · 1945/46 · 1946/47 · 1947/48 · 1948/49 · 1949/50 · 1950/51 · 1951/52 · 1952/53 · 1953/54 · 1954/55 · 1955/56 · 1956/57 · 1957/58 · 1958/59 · 1959/60 · 1960/61 · 1961/62 · 1962/63 · 1963/64 · 1964/65 · 1965/66 · 1966/67 · 1967/68 · 1968/69 · 1969/70 · 1970/71 · 1971/72 · 1972/73 · 1973/74 · 1974/75 · 1975/76 · 1976/77 · 1977/78 · 1978/79 · 1979/80 · 1980/81 · 1981/82 · 1982/83 · 1983/84 · 1984/85 · 1985/86 · 1986/87 · 1987/88 · 1988/89 · 1989/90 · 1990/91 · 1991/92 · 1992/93 · 1993/94 · 1994/95 · 1995/96 · 1996/97 · 1997/98 · 1998/99 · 1999/00 · 2000/01 · 2001/02 · 2002/03 · 2003/04 · 2004/05 · 2005/06 · 2006/07 · 2007/08 · 2008/09 · 2009/10 · 2010/11 · 2011/12 · 2012/13 · 2013/14 · 2014/15 · 2015/16 · 2016/17 · 2017/18 · 2018/19 · 2019/20 · 2020/21 · 2021/22 · 2022/23 · 2023/24 · 2024/25